# Phygadeuon oviventris
Phygadeuon oviventris är en stekelart som beskrevs av Johann Ludwig Christian Gravenhorst 1829. Phygadeuon oviventris ingår i släktet Phygadeuon, och familjen brokparasitsteklar. Arten är reproducerande i Sverige.